# 博卡拉顿站 (光亮线)
博卡拉顿站是位于美国佛罗里达州博卡拉頓的城际铁路车站，有光亮线列车停靠，连接邁阿密中心、阿文图拉、羅德岱堡、西棕櫚灘，并于2023年将延伸至奥兰多国际机场。车站位于米兹纳公园、博卡拉顿公共图书馆附近，面积22000平方呎（2000平方米），于2022年12月21日启用。

## 历史
2019年，博卡拉顿市长斯科特·辛格向提出了在博卡拉顿增设光亮线车站的想法，认为其可以带动当地经济发展。光亮线运营随后致函市政府讨论增加车站的可能性，随后双方同意新车站及相关设施由光亮线建造，而博卡拉顿则负责修改用地规划及出资。2019年12月，博卡拉顿市议会同意在博卡拉顿公共图书馆旁边的原社区花园处新建车站
2020年9月，市政府从美國運輸部获得1600万美元的拨款用于车站建设。拨款的一部分被用于建设设有455个车位的停车楼，用于停放车站乘客和图书馆读者的车辆。停车楼于2021年12月开工，并于2022年第四季度完工。而车站本身则于2022年1月25日举行开工仪式，并于2022年12月21日开通前一日举行剪裁仪式。